# 浅野善治
浅野 善治（あさの よしはる）は、日本の法学者。専門は憲法、議会法、立法過程論。東京国際大学 教授・学長。

## 来歴

### 学歴
- 1976年 慶應義塾大学 法学部卒業

### 職歴
- 1976年  衆議院法制局入局
- 1992年  衆議院法制局 第２部第２課長
- 1996年  衆議院法制局 第５部第２課長
- 2000年  衆議院法制局 第３部副部長
- 2001年  衆議院法制局 第１部副部長
- 2002年  衆議院法制局 法制主幹
- 2002年  衆議院調査局 決算行政監査調査室首席調査員
- 2004年  大東文化大学大学院 法務研究科（法科大学院） 教授
- 2007年  衆議院調査局 客員調査員
- 2008年  大東文化大学大学院 法務研究科長
- 2017年  大東文化大学 副学長
- 2022年  東京国際大学 学長

## 社会的活動
- 2007年  日本建築士事務所協会連合会 理事
- 2009年  全国都道府県議会議長会 法制執務アドバイザー
- 2009年  名古屋市法制アドバイザー
- 2010年  杉並区情報公開・個人情報保護審査会 委員
- 2012年  自治医科大学ヒトゲノム・遺伝子解析研究倫理審査委員会 委員
- 2012年  自治医科大学附属病院ヒト幹細胞臨床研究倫理審査委員会 委員
- 2012年  自治医科大学附属病院遺伝子治療臨床研究審査委員会 委員
- 2014年  杉並区狭あい道路拡幅整備に関する審議会 委員
- 2019年  あいちトリエンナーレ名古屋市あり方・負担金検証委員会[1] 委員

## 著書

### 単著
- 『貸金業法の解説』（ぎょうせい、1978年）

### 共著
- 『立法政策の企画と立案（第2版）』 （東京リーガルマインド、2011年）
- 『論点整理と演習「憲法」』 （敬文堂、2006年）
- 『政府の憲法答弁集』 （信山社、2003年）
- 『市民のための国会入門』 （信山社、2003年）
- 『立法政策の企画と立案』 （東京リーガルマインド、2003年）
- 『法令難語辞典』 （三省堂、2003年）
- 『国会と財政』 （信山社、1999年）
- 『国会事典（第３版）』 （有斐閣、1998年）
- 『法令キーワード辞典』 （第一法規、1993年）
- 『情報化社会と法』 （啓文社、1991年）
- 『立法技術入門講座（第４巻）「法令の用語」』 （ぎょうせい、1988年）

## 見解
平和安全法制についての議論では合憲の見解を示した。